# Мотопут
Пут резервисан само за моторна возила, краће мотопут, пут је на којем је дозвољено кретање искључиво моторних возила (мотоцикала, путничких возила, теретних возила и аутобуса) са прикључним возилима или без њих. Мотопут се обележава плавом или зеленом бојом у зависности од државе. На путоказима је позадина плаве или зелене боје ако се до одређеног места иде мотопутем. Почетак и крај мотопута се означава посебним саобраћајним знаковима. У Републици Србији је ограничење брзине на мотопуту 100 km/h, а најмања дозвољена брзина је 50km/h. У случају снега и леда на путу ограничење је дупло мање него у нормалним временским условима (што је пракса и на осталим врстама путева). 
На мотопуту је забрањен саобраћај за запрежна возила, бицикле, мопеде, пешаке, ручна колица и радне и пољопривредне машине. Мотопут се може укрштати са другим путевима и железничким пругама само ван нивоа (надвожњацима и подвожњацима). Може се укрштати са другим путевима и петљом која мора садржати: надвожњак или подвожњак, траку за убрзавање (за укључивање на мотопут) и траку за успоравање (за искључивање са мотопута). Не сме се укрштати у нивоу (раскрснице са семафором или без њега, кружни ток...). Такође не сме пролазити кроз насељена места и зоне школе, и не сме имати дивље прикључке. 
Возила на мотопуту не смеју правити полукружно окретање и не смеју прелазити у супротни смер осим у случају претицања ако је то дозвољено. Не смеју се заустављати у саобраћајној траци осим у случају квара ако зауставна трака не постоји и не смеју се кретати уназад. Мотопут може имати једну или више саобраћајних трака по смеру, физички раздвојене коловозне траке и зауставну траку, проширења или паркинге поред пута.
За мотопут у принципу важе сва правила која важе за аутопут, осим да коловозне траке морају бити физички или раздвојене оградом, да коловозна трака мора да има две или више саобраћајне и да мора са обе стране да има ограду која спречава животиње да уђу на пут. 
Мотопутеви имају углавном широке саобраћајне траке које су од асфалта или понекад од бетонских плоча. 